# Coon song

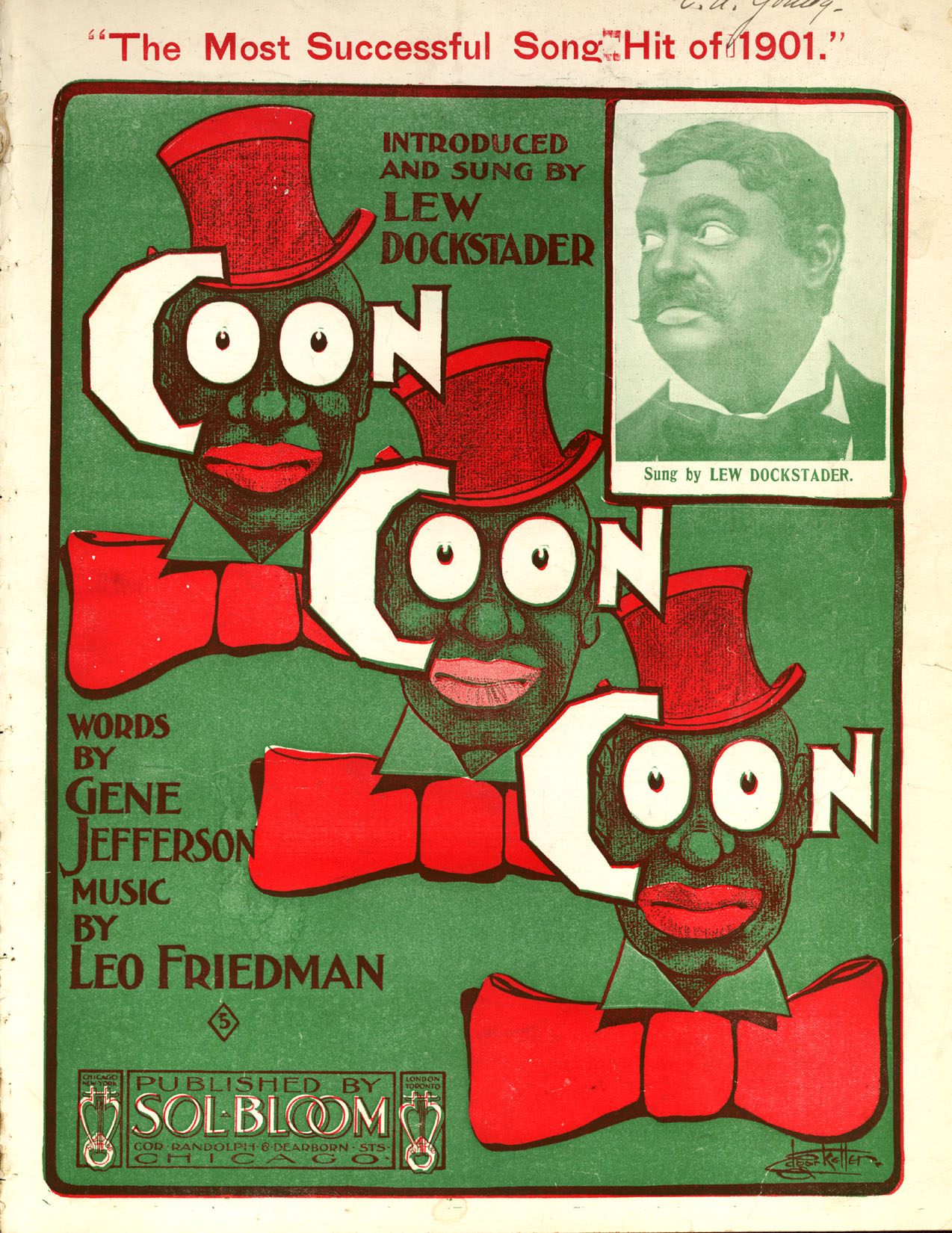
Couverture du disque "Coon Coon Coon" qui s'autoproclame "plus gros Hit de 1901."

Le coon song (chanson de nègre, au sens péjoratif du terme) est un genre de musique populaire aux États-Unis entre les années 1880 et 1920, qui présente une image dégradante et stéréotypée des Noirs américains, banale à l'époque mais reconnue désormais comme raciste. Les chansons sont alors chantées par des Blancs au visage noirci, mais il y existe des chanteurs noirs, tel Bob Cole.